# Ammoniumdinitramid/Glycidylazid-Polymer-Verbundtreibstoff
Ammoniumdinitramid/Glycidylazid-Polymer-Verbundtreibstoff (englisch Ammonium Dinitramide/Glycidyl Azide Polymer Composite Propellant, ADN/GAP) ist eine Art von Festtreibstoff für Feststoffraketenmotoren, welcher aktueller Gegenstand der Forschung für einen umweltfreundlichen Ersatz für konventionellen Ammoniumperchlorat-Verbundtreibstoff ist.

## Überblick
ADN/GAP-Treibstoffe bestehen wie andere Verbundtreibstoffe primär aus einem Oxidator (Ammoniumdinitramid, ADN) und einem Bindemittel. Während bei anderen Verbundtreibstoffen das Bindemittel quasi frei nach den Anforderungen wählbar ist, können in Kombination mit ADN aufgrund dessen geringerer Sauerstoffbilanz (+25,8 % statt +34,04 % gegenüber Ammoniumperchlorat), nur hochenergetische Bindemittel wie Glycidylazid-Polymer (GAP) verwendet werden.
Ammoniumdinitramid, der Oxidator, zersetzt sich zwischen 130 °C und 230 °C über verschiedene Zersetzungsreaktionen hauptsächlich zu Stickstoffdioxid, Ammoniak, Wasser und Stickstoff. In geringen Mengen fallen Stickstoffmonoxid, Distickstoffmonoxid, Salpetrige Säure und Salpetersäure an.
Nachdem bei der Zersetzung von ADN kein Chlor freigesetzt wird, sinkt die Umweltbelastung durch Chlorverbindungen in Rückständen (insbesondere Aluminiumchlorid oder Chlorwasserstoff bzw. Salzsäure) gegenüber konventionellen Verbundtreibstoffen beträchtlich. Ein weiterer Vorteil ist der signaturärmere Abgasstrahl, was bei militärischen Raketen die Aufspürbarkeit mittels Radar deutlich erschwert.
Die Treibstoffe können mit und ohne metallische Komponente verwendet werden. Im Falle einer metallischen Komponente kommt vorrangig Aluminiumpulver oder Aluminiumhydrid zum Einsatz. Zur zusätzlichen Leistungssteigerung können hochenergetische Treibstoffe, wie z. B. Nitramine (z. B. Oktogen oder FOX-12) hinzugefügt werden.

## Zusammensetzung
Beispiele für Zusammensetzungen (Versuchsraketenmotoren mit einem Durchmesser von ca. 6 bis 12 cm; Gesamtmasse von ca. 1 bis 3 kg pro Motor):
| Bezeichnung    | Oxidator     | Bindemittel  | Treibstoff       | Sonstige Zusammensetzung, Anmerkungen | spezifischer Impuls [m/s], ca. | spezifischer Impuls [m/s], ca. |
| -------------- | ------------ | ------------ | ---------------- | ------------------------------------- | ------------------------------ | ------------------------------ |
| Al/ADN/GAP     | ADN (60 %)   | GAP (24 %)   | Aluminium (16 %) |                                       | 2698 a                         | 2250 b                         |
| ADN/HMX/GAP    | ADN (58,5 %) | GAP (25,5 %) | Oktogen (11,5 %) | Weichmacher (4,5 %)                   | 2462 a                         | 2250 b                         |
| ADN/FOX-12/GAP | ADN (50 %)   | GAP (25,6 %) | FOX-12 (20 %)    | Weichmacher (4,4 %)                   | 2335 a                         | 2100 b                         |
| FP10015        | ADN (70 %)   | GAP (30 %)   |                  |                                       | 2950 a                         | 2285 b                         |
|                | ADN (80 %)   | GAP (20 %)   |                  |                                       | 3070 a                         |                                |
|                | ADN (70 %)   | GAP (20 %)   | Aluminum (10 %)  |                                       | 3205 a                         |                                |
|                | ADN (65 %)   | GAP (20 %)   | Aluminum (15 %)  |                                       | 3255 a                         |                                |
|                | ADN (60 %)   | GAP (20 %)   | Aluminum (20 %)  |                                       | 3285 a                         |                                |